# الدوري الفنزويلي الممتاز 1953
الدوري الفنزويلي الممتاز 1953 هو موسم من الدوري الفنزويلي الممتاز. فاز فيه Universidad Central de Venezuela F.C. ‏.